# Деятели науки и просвещения Москвы
«Деятели науки и просвещения Москвы» (полное название: «Деятели науки и просвещения Москвы XVIII — XX веков в портретах и характеристиках») — серия справочно-энциклопедических изданий, в которых впервые с возможной полнотой собраны сведения обо всех москвичах XVIII — начала XX века — деятелях науки, культуры и просвещения. Подготовку материалов для издания в виде биобиблиографических очерков осуществлял коллектив авторов, которых курировал Институт истории естествознания и техники им. С. И. Вавилова Российской академии наук. Работы подготовлены на основе тщательно проведённого историко-научного исследования и содержат биографические данные о деятелях Москвы, установленные или уточнённые по архивным источникам. Тексты сопровождаются портретными изображениями.

## Книги серии
1999
- Илизаров С. С. Московская интеллигенция XVIII века / Институт истории естествознания и техники им. С. И. Вавилова РАН; Гос. ист. музей; Гос. публ. ист. б-ка. — М.: Янус-К, 1999. — 370 с. — (Деятели науки и просвещения Москвы XVIII—XX вв. в портретах и характеристиках). — 2000 экз. — ISBN 5-8037-0028-2. (Содержится систематизированная информация о более чем тысяче человек и свыше ста портретных изображений)

2002
- Творцы техники и градостроители Москвы до начала XX века / А. Н. Боголюбов и др.; Сост.: С. С. Илизаров, З. К. Соколовская; Отв. ред. В. М. Орёл; Институт истории естествознания и техники им. С. И. Вавилова РАН. — М.: Янус-К; Московские учебники и Картолитография, 2002. — 378 с. — (Деятели науки и просвещения Москвы XVIII—XX вв. в портретах и характеристиках). — 2000 экз. — ISBN 5-8037-0088-6.

2003
- Волков В.А., Куликова М. В. Московские профессора XVIII — начала XX веков: Естественные и технические науки / Отв. ред. С. С. Илизаров; Институт истории естествознания и техники им. С. И. Вавилова РАН. — М.: Янус-К; Московские учебники и Картолитография, 2003. — 296 с. — (Деятели науки и просвещения Москвы XVIII—XX веков в портретах и характеристиках). — 2000 экз. — ISBN 5-8037-0164-5. (Содержит свыше четырёхсот очерков)

2006
- Волков В. А., Куликова М. В., Логинов В. С. Московские профессора XVIII — начала XX веков: Гуманитарные и общественные науки. — М.: Янус-К; Московские учебники и Картолитография, 2006. — 304 с. — (Деятели науки и просвещения Москвы XVIII—XX веков в портретах и характеристиках). — 2000 экз. — ISBN 5-8037-0318-4. (Содержит около четырёхсот очерков)